# 페드루 카르모나 다 시우바 네투
페드루 카르모나 다 시우바(포르투갈어: Pedro Carmona da Silva Neto, 1988년 4월 15일 ~ )는 페드루 카르모나(Pedro Carmona)로 불리는 브라질의 전 축구 선수이며, 현역 시절 포지션은 공격형 미드필더였다.